# Dòng thời gian của đại dịch COVID-19 tháng 6 năm 2020
Đây là dòng thời gian các sự kiện chính vào tháng 6 năm 2020 của đại dịch COVID-19, gây ra bởi SARS-CoV-2, lần đầu tiên được phát hiện ở Vũ Hán, Trung Quốc.

## Dòng thời gian

### 5 tháng 6
- Số người chết vì COVID-19 tại Vương quốc Anh vượt qua con số 40.000. (The Independent)
- Nói chuyện với các nhân viên của một cơ sở sản xuất gạc cho thử nghiệm Covid-19, Tổng thống Trump bảo thống đốc Dân chủ của bang Maine, Janet Mills,  “Tốt hơn bà nên mở bang ra, Thống đốc.” (NYT)

### 7 tháng 6
- Trung Quốc khuyến cáo công chúng tránh du hành tới Úc, dẫn ra lí do là tình trạng kỳ thị chủng tộc và bạo lực liên quan đến đại dịch virus corona mới. (VOA)
- Cuộc khủng hoảng corona khiến ngoại thương của Trung Quốc tụt dốc, xuất khẩu giảm 9,3% trong tháng Năm. Nhập khẩu thậm chí giảm 16,7% so với năm trước. Tuy vậy họ vẫn đạt được thặng dư kỷ lục. (Spiegel)

### 9 tháng 6
- Nghiên cứu của Trường Y, Đại học Harvard, sử dụng ảnh vệ tinh và xu hướng tìm kiếm trên mạng cho thấy Covid-19 có thể đã lây lan ở Trung Quốc từ tháng 8/2019. (vnExpress)

### 10 tháng 6
- Liên minh châu Âu (EU) chính thức lên tiếng tố cáo Trung Quốc và Nga tổ chức chiến dịch thông tin sai lệch về virus corona và dịch COVID-19 nhằm làm suy yếu nền dân chủ châu Âu. (Tuổi Trẻ)

### 11 tháng 6
- Vietnam Airlines là hãng hàng không Việt Nam đầu tiên công bố kế hoạch bay quốc tế từ ngày 1-7. Các đường bay sẽ được khai thác trở lại là từ Việt Nam đến Hàn Quốc, Đài Loan, Hong Kong, Thái Lan, Singapore, Lào và Campuchia. (Tuổi Trẻ)

### 12 tháng 6
- Twitter xóa hơn 170.000 tài khoản được cho là truyền bá các thông điệp không đúng sự thật ca ngợi chính phủ Trung Quốc, đặc biệt là về Covid-19. (vnExpress)
- Thủ tướng Úc Scott Morrison tuyên bố: Canberra không sợ Bắc Kinh dùng đòn kinh tế trả đũa Úc vì đã đòi điều tra về nguồn gốc virus corona. (RFI)
- Nội các Đức quyết định, gia hạn cảnh báo về du hành đối với hơn 160 nước ở ngoài EU cho tới cuối tháng 8. Trong số này có cả Thổ Nhĩ Kỳ. (Welt)

### 14 tháng 6
- Một phụ nữ mang thai 8 tháng đã chết trên xe cấp cứu sau khi cô bị nhiều bệnh viện ở Ấn Độ từ chối nhập viện vì nghi ngờ cô mắc COVID-19. (Tuổi Trẻ)

### 15 tháng 6
- Putin cho rằng việc chính quyền bang và liên bang Mỹ không đồng lòng trong cuộc chiến chống Covid-19 khiến kết quả không tốt như ở Nga. Nga hiện là vùng dịch lớn thứ ba thế giới, với 528.964 ca nhiễm, 8.835 ca nhiễm nCoV mớim trong đó 6.948 người tử vong, tăng 119 ca. Ở Mỹ, số ca nhiễm là 2.161.366  và 117.849 ca tử vong, tăng lần lượt 20.374 và 347 ca trong 24 giờ qua. (vnExpress)

### 16 tháng 6
- Liên minh tiêm chủng châu Âu gồm Đức, Pháp, Ý và Hòa Lan ký hợp đồng với hãng AstraZeneca để mua 300 triệu lượng thuốc tiêm chủng ngừa COVID-19, mà có thể ra thị trường cuối năm nay. Đây là vắc-xin Covid-19 AZD1222 được Đại học Oxford ở Anh phát triển.  (PZ) Lưu trữ ngày 16 tháng 6 năm 2020 tại Wayback Machine
- Các nhà khoa học Oxford cho biết, họ đã xác định loại thuốc đầu tiên, dexamethasone, thuốc làm giảm viêm, được chứng minh là làm giảm tử vong những bệnh nhân bị bệnh nặng phải dùng máy thở.  (NYT)
- Ủy ban giáo dục của Bắc Kinh ra lệnh đóng cửa tất cả trường học của thủ đô sau khi thành phố 21 triệu dân xuất hiện ổ dịch COVID-19 mới. Ngoài ra, Bắc Kinh cũng yêu cầu người dân dừng việc đi du lịch "không thiết yếu" và cấm hoàn toàn những người sống ở khu vực có "nguy cơ trung bình hoặc cao" rời khỏi thành phố vì lo ngại lan truyền dịch bệnh.  (Tuổi Trẻ)
- Trung Quốc đã ngừng nhập khẩu cá hồi từ các nhà cung cấp châu Âu do lo ngại đầu mối này có thể liên quan ổ dịch mới xuất hiện tại chợ bán sỉ hải sản ở Bắc Kinh. (Tuổi Trẻ)
- Giám đốc  của Đài Tiếng nói Hoa Kỳ (VOA) do nhà nước tài trợ, và người phụ tá bà, tuyên bố từ chức giữa lúc căng thẳng với Nhà Trắng. Nhà Trắng đã chỉ trích những bài tường thuật của VOA về đại dịch corona và gần đây đã cáo buộc đài này truyền bá tuyên truyền của Trung Quốc. (Spiegel)

### 17 tháng 6
- Bắc Kinh đã hủy ít nhất 1.255 chuyến bay (đa số là nội địa) trong sáng 17-6, tương đương gần 70% toàn bộ chuyến bay đến và đi tại các sân bay chính của thành phố này, nhằm ngăn dịch COVID-19 lây lan. (Tuổi Trẻ)
- Brazil báo cáo thêm 34.918 ca nhiễm, đánh dấu kỷ lục mức tăng hàng ngày, và 1.282 trường hợp tử vong mới trong 24 giờ qua, nâng tổng người nhiễm và tử vong do nCoV toàn quốc lên hơn 923.000 và 45.241. (vnExpress)
- Chính quyền Đức, xếp Thổ Nhĩ Kỳ cùng với 130 quốc gia khác vào những khu vực có nguy cơ bị nhiễm corona cao. Danh sách, được công bố, cũng bao gồm các điểm đến kỳ nghỉ phổ biến khác cho người Đức như Ai Cập, Thái Lan và Morocco.  (Welt)
- Bộ trưởng Thương mại Simon Birmingham thông báo là nước Úc sẽ không thể mở cửa biên giới cho hành khách quốc tế trước năm tới, nhưng có thể nới lỏng các điều kiện nhập cảnh đối với sinh viên và những người đến Úc trong một thời gian dài. (RFI)

### 18 tháng 6
- Đức sẽ gia hạn lệnh cấm tổ chức những sự kiện lớn đến ít nhất vào cuối tháng 10 để tránh một đợt lây nhiễm COVID mới, Thủ tướng Angela Merkel loan báo ngày 17/6, sau khi nói chuyện với thủ hiến 16 tiểu bang Đức. (VOA)

### 19 tháng 6
- Mỹ báo cáo 2.259.989 ca nhiễm và 120.543 ca tử vong, tăng lần lượt 26.764 và 613 ca trong 24 giờ qua. (vnExpress)
- Bác sĩ Anthony S. Fauci - Giám đốc Viện dị ứng và bệnh nhiễm quốc gia Mỹ, khẳng định nước Mỹ vẫn đang trong 'làn sóng thứ nhất' của dịch bệnh COVID-19 chứ chưa bước sang làn sóng thứ hai. (Tuổi Trẻ)

### 20 tháng 6
- Bộ trưởng Y tế Zimbabwe  Obadiah Moyo bị bắt giữ do liên quan đến hợp đồng trị giá 60 triệu USD cung cấp trang thiết bị phòng chống đại dịch COVID-19 ở nước này. (Tuổi Trẻ)

### 21 tháng 6
- Mỹ, vùng dịch lớn nhất thế giới, báo cáo 2.328.690 ca nhiễm và 121.953 ca tử vong, tăng lần lượt 31.500 và 546 ca trong 24 giờ qua.  (vnExpress)
- Trump trong cuộc vận động tranh cử tại Tulsa nói, ông đã yêu cầu các quan chức Mỹ giảm tốc độ xét nghiệm vì nó là "dao hai lưỡi" đẩy số ca nhiễm lên cao. ông gọi COVID-19 là “kung flu”. Một quan chức Nhà Trắng sau đó cho biết Trump đã nói đùa.  (vnExpress),  (theguardian)

### 22 tháng 6
- 1331 ca nhiễm được xác nhận tại nhà máy thuộc hãng sản xuất thịt lớn nhất Đức Tonnies ở Rheda-Wiedenbrück, huyện  Gütersloh, gần thành phố Bielefeld, khiến toàn bộ 6.500 công nhân phải cách ly, nhà máy cũng đóng cửa 14 ngày. (vnExpress), (ARD)

### 23 tháng 6
- Chính quyền thành phố Daegu, Hàn Quốc đệ đơn kiện giáo phái Tân Thiên Địa và giáo chủ Lee Man-he vì cản trở kiểm dịch, gây lây nhiễm hàng loạt và yêu cầu bồi thường hơn 82 triệu USD. (vnExpress)
- Thủ hiến Nordrhein-Westfalen ban hành lệnh phong tỏa cho huyện Gütersloh đến ngày 30 tháng 6, sau khi 1500 công nhân hãng sản xuất thịt Tonnies thử nghiệm dương tính. (Spiegel)

### 24 tháng 6
- Brazil báo cáo thêm 34.558 ca nhiễm và 1.242 ca tử vong, nâng tổng số lên lần lượt 1.145.906 và 52.649. (vnExpress)
- Thẩm phán liên bang Renato Borelli ngày 23/6 đưa ra phán quyết rằng Tổng thống Jair Bolsonaro sẽ phải đối mặt với án phạt 387 USD một ngày nếu ông tiếp tục không đeo khẩu trang tại nơi công cộng tại Brazil, nơi hiện là vùng dịch lớn thứ hai thế giới. (vnExpress)
- Số bệnh nhân nhập viện vì Covid-19 đang gia tăng ở 14 bang của Mỹ, nhưng đạt  mức cao nhất từ khi Covid-19 bắt đầu ở các bang Arizona, Arkansas, California, Bắc Carolina, Nam Carolina, Tennessee và Texas. (vnExpress)
- Mỹ, vùng dịch lớn nhất thế giới, báo cáo 2.422.671 ca nhiễm và 123.463 ca tử vong, tăng lần lượt 36.144 và 868 ca trong 24 giờ. (vnExpress)
- Trong 5 tháng đầu năm nay, hơn 26.000 doanh nghiệp trong số 760.000 ở Việt Nam đăng ký “tạm dừng” kinh doanh. Các doanh nghiệp chịu thiệt hại rất nặng nề từ dịch Covid, đặc biệt là các lĩnh vực như vận tải hành khách, nhà hàng, khách sạn… (VOA)

### 25 tháng 6
- Remdesivir là loại thuốc đầu tiên chống COVID-19 được khuyến nghị cấp phép tại EU (Liên minh châu Âu)", EMA tuyên bố và nói thêm rằng khuyến nghị này vẫn cần được Ủy ban châu Âu (EC) thông qua.  (Tuổi Trẻ)

### 28 tháng 6
- Phó tổng thống Mỹ Mike Pence đã hoãn các cuộc vận động tranh cử tại các bang Arizona và Florida vào tuần sau trong bối cảnh 5 bang của Mỹ ghi nhận số ca mắc COVID-19 cao kỷ lục trong ngày 27-6. (Tuổi Trẻ)
- Mỹ ngày 26/6 ghi nhận thêm 45.242 ca nhiễm nCoV, mức tăng hàng ngày cao nhất trong đại dịch, theo thống kê của Reuters, nâng tổng số ca nhiễm ở nước này vượt 2,5 triệu, trong đó hơn 127.000 người tử vong, tiếp tục là vùng dịch lớn nhất và chết chóc nhất thế giới. (vnExpress)
- Bộ Y tế Ấn Độ ngày 27-6 cho biết nước này ghi nhận số ca COVID-19 kỷ lục với hơn 17.000 ca mới trong vòng 24 giờ qua, nâng tổng số người nhiễm virus corona lên hơn 500.000 người. (Tuổi Trẻ)

### 29 tháng 6
- Brazil  ghi nhận với gần 260.000 ca nhiễm mới nCoV chỉ trong 7 ngày qua, tuần có nhiều người nhiễm nhất. Đây cũng là tuần chết chóc nhiều thứ hai tại nước này kể từ khi bùng dịch, với 7.005 người chết trong 7 ngày, thấp hơn mức kỷ lục 7.285 ca tử vong tuần trước. (vnExpress)

### 30 tháng 6
- Bộ Quốc phòng Mỹ vừa ra lệnh các quân nhân không được đi đến ba tiểu bang: California, Florida, và Michigan vì tình trạng lây bệnh COVID-19 tăng đều liên tục. (Người Việt)